# Looksmaxxing
Looksmaxxing (czasami pisane looksmaxing) – termin stosowany w literaturze internetowej oraz mediach społecznościowych, oznaczający zbiór działań i strategii mających na celu maksymalizację atrakcyjności fizycznej jednostki. Koncepcja ta obejmuje zarówno codzienne praktyki pielęgnacyjne, jak i radykalne interwencje medyczne czy chirurgiczne, stosowane w celu korekty cech zewnętrznych. Termin wywodzi się z subkultur internetowych, w tym środowisk określanych jako incel, i zyskał na popularności dzięki rozwojowi mediów społecznościowych, takich jak TikTok i Instagram.

## Definicja
Looksmaxxing to kompleksowy zestaw praktyk i interwencji, których celem jest optymalizacja wyglądu fizycznego. Działania te można podzielić na dwie główne kategorie:
- Softmaxxing: Nieinwazyjne metody poprawy wyglądu, obejmujące m.in. systematyczną pielęgnację skóry, dostosowanie fryzury, dobór odpowiedniego stylu ubioru oraz zmiany w diecie i trybie życia.
- Hardmaxxing: Radykalniejsze interwencje, takie jak zabiegi chirurgii plastycznej czy terapie hormonalne (np. stosowanie testosteronu), mające na celu trwałą korektę cech fizycznych[2].

## Geneza
Początki koncepcji looksmaxxing sięgają początków lat 2010., kiedy to użytkownicy forów internetowych zaczęli wymieniać się poradami dotyczącymi poprawy wyglądu w kontekście relacji interpersonalnych. Pierwotnie termin był używany głównie w dyskusjach związanych z ruchem incel, a następnie ewoluował wraz z upowszechnieniem się mediów społecznościowych. Obecnie looksmaxxing stanowi element ideologii samodoskonalenia, szczególnie popularnej wśród młodych mężczyzn, którzy poszukują sposobów na osiągnięcie nierealistycznych standardów atrakcyjności.

## Metody i strategie
Koncepcja looksmaxxing obejmuje szeroki zakres metod, które można sklasyfikować jako:

### Softmaxxing
- Pielęgnacja skóry: Regularne stosowanie kremów, toników, masek oraz serum (np. produktów marek CeraVe czy The Ordinary), mające na celu poprawę kondycji skóry.
- Dbałość o higienę i fryzurę: Dostosowanie fryzury oraz stosowanie zabiegów pielęgnacyjnych poprawiających ogólny wygląd.
- Zmiana stylu życia: Modyfikacje diety i wprowadzenie regularnych ćwiczeń fizycznych w celu poprawy sylwetki.

### Hardmaxxing
- Chirurgia plastyczna: Zabiegi korekty cech twarzy, takie jak modelowanie linii żuchwy, nosa czy lifting.
- Terapie hormonalne: Stosowanie testosteronu lub naturalnych boosterów testosteronu w ramach terapii hormonalnej (TRT), co staje się coraz bardziej popularne wśród młodych mężczyzn dążących do zwiększenia masy mięśniowej[2].

## Wpływ mediów społecznościowych
Media społecznościowe odegrały kluczową rolę w popularyzacji looksmaxxingu, umożliwiając szybkie rozpowszechnienie poradników, tutoriali oraz trendów związanych z poprawą wyglądu. Platformy takie jak (w tym zwłaszcza) TikTok oraz Instagram stały się głównymi źródłami rozpowszechniającymi trend, przez które młodzi ludzie nabywają wiedzę na temat zarówno codziennej pielęgnacji, jak i bardziej inwazyjnych metod optymalizacji wyglądu. W wyniku tego zjawiska, presja na osiągnięcie nierealistycznych standardów urody wzrasta, co budzi niepokój ekspertów zajmujących się zdrowiem psychicznym.

## Krytyka i kontrowersje
Koncepcja looksmaxxingu budzi liczne kontrowersje i jest przedmiotem krytyki z kilku powodów:
- Ryzyko zdrowotne: Stosowanie inwazyjnych metod, zwłaszcza terapii hormonalnej przy użyciu dawek znacznie przekraczających normy medyczne, może prowadzić do poważnych zaburzeń metabolicznych, hormonalnych i innych komplikacji zdrowotnych[2].
- Wpływ na zdrowie psychiczne: Dążenie do osiągnięcia nierealistycznych standardów atrakcyjności może skutkować obniżoną samooceną, zwiększonym poziomem lęku oraz zaburzeniami obrazu ciała, szczególnie wśród młodzieży.
- Etyczne i społeczne implikacje: Promowanie idei, że wartość jednostki wynika wyłącznie z wyglądu zewnętrznego, może przyczyniać się do utrwalenia toksycznych wzorców męskości oraz dyskryminacji osób o odmiennych cechach fizycznych[5].